# مانوئل پرادو
مانوئل پرادو (انگلیسی: Manuel Prado Ugarteche; زاده ۲۱ آوریل ۱۸۸۹ – درگذشته ۱۵ اوت ۱۹۶۷) یک سیاست‌مدار اهل پرو و از دسامبر ۱۹۳۹ تا ژوئیه ۱۹۴۵ و دوباره از ژوئیه ۱۹۵۶ تا ژوئیه ۱۹۶۲ رئیس‌جمهور این کشور بود.